# Ruth Thompson

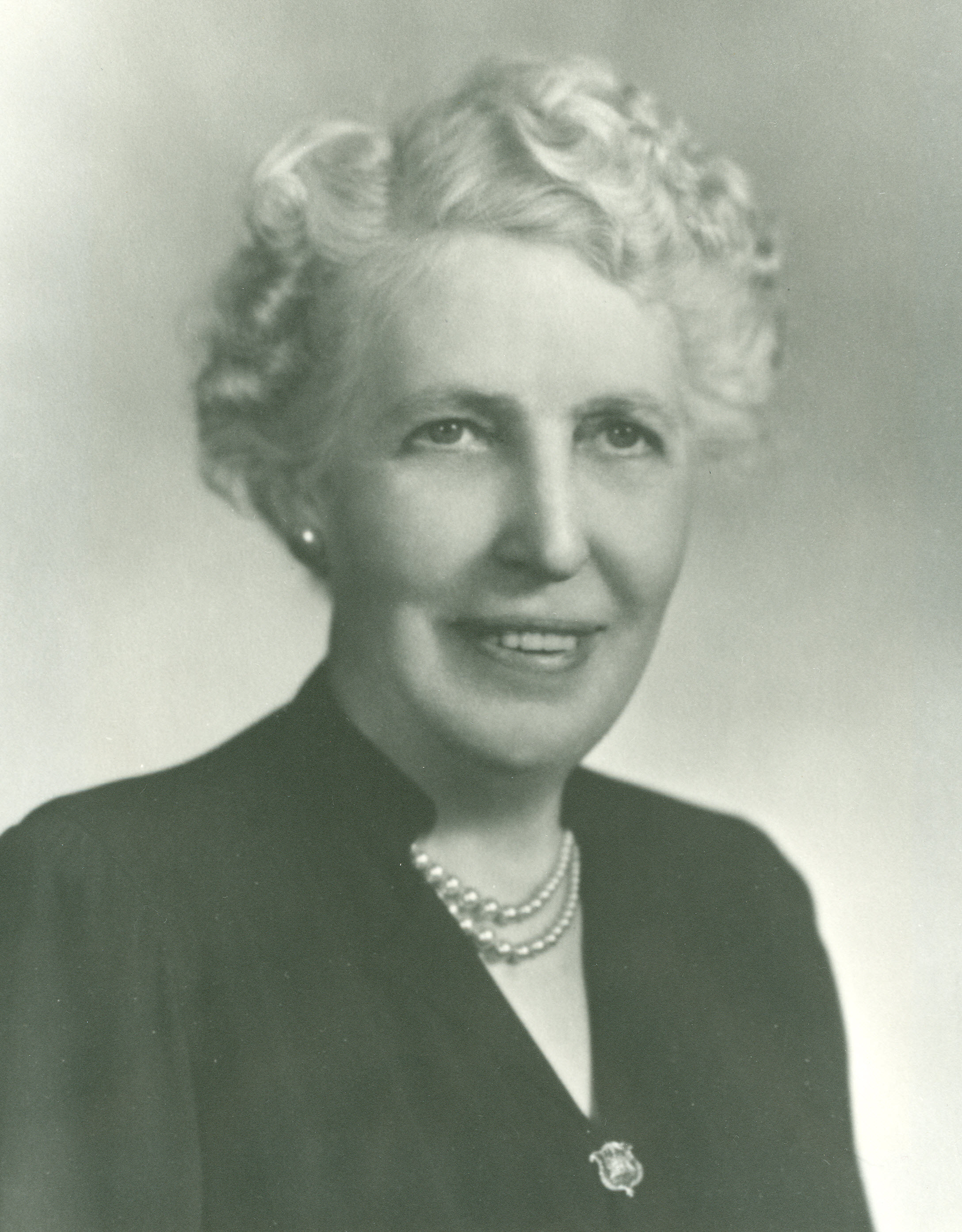
Ruth Thompson

Ruth Thompson (* 15. September 1887 in Whitehall, Muskegon County, Michigan; † 5. April 1970 im Allegan County, Michigan) war eine US-amerikanische Politikerin. Zwischen 1951 und 1957 vertrat sie den Bundesstaat Michigan im US-Repräsentantenhaus.

## Werdegang
Ruth Thompson besuchte die öffentlichen Schulen ihrer Heimat und danach bis 1905 das Muskegon Business College in Muskegon. Nach einem Jurastudium und ihrer Zulassung als Rechtsanwältin begann sie in ihrem neuen Beruf zu arbeiten. Zwischen 1925 und 1937 arbeitete sie für das Nachlassgericht im Muskegon County, an dem sie auch Richterin wurde.
Politisch wurde Thompson Mitglied der Republikanischen Partei. Zwischen 1939 und 1941 war sie als erste Frau Abgeordnete im Repräsentantenhaus von Michigan. In den Jahren 1941 und 1942 arbeitete sie in der Bundeshauptstadt Washington, D.C. im Sozialversicherungsausschuss sowie im Jahr 1942 einige Zeit für das Bundesarbeitsministerium. Von 1942 bis 1946 war sie während des Zweiten Weltkrieges für das Adjutant General’s Office in Washington tätig, das zum Hauptquartier der US Army gehörte. Ruth Thompson war auch Mitglied und später Vorsitzende der staatlichen Frauengefängniskommission in Michigan.
Bei den Kongresswahlen des Jahres 1950 wurde sie im neunten Wahlbezirk von Michigan in das US-Repräsentantenhaus in Washington gewählt, wo sie am 3. Januar 1951 die Nachfolge von Albert J. Engel antrat. Nach zwei Wiederwahlen konnte sie bis zum 3. Januar 1957 drei Legislaturperioden im Kongress absolvieren. Ruth Thompson war die erste Frau, die den Staat Michigan im US-Repräsentantenhaus vertrat, und die erste Frau, die Mitglied in dessen Justizausschuss wurde. Während ihrer Zeit als Kongressabgeordnete wurde im Jahr 1951 der 22. Verfassungszusatz verabschiedet.
Im Jahr 1956 wurde Thompson von ihrer Partei nicht mehr zur erneuten Wiederwahl nominiert. Danach zog sie sich aus der Politik zurück. Sie starb am 5. April 1970 in einem Sanatorium im Allegan County und wurde in ihrem Geburtsort Whitehall beigesetzt.